# Петрухино
Петрухино — деревня в Серпуховском районе Московской области. Входит в состав Данковского сельского поселения (до 29 ноября 2006 года входила в состав Арнеевского сельского округа).

## Население
| 2002 | 2006 | 2010 |
| ---- | ---- | ---- |
| 0    | ↗1   | ↗7   |

## География
Петрухино расположено примерно в 17 км (по шоссе) на северо-восток от Серпухова, на безымянном ручье, правом притоке реки Речма (левый приток Оки), высота центра деревни над уровнем моря — 175 м.

## Инфраструктура
Дома отдыха.